# Chiền chiện họng đen
Prinia atrogularis là một loài chim trong họ Cisticolidae.